# Roland Wanek
Roland Wanek (ur. 29 lipca 1959 roku w Letmathe) – niemiecki kierowca wyścigowy.

## Kariera
Wanek rozpoczął karierę w wyścigach samochodowych w 1981 roku od startów w niemieckich wyścigach slalomowych, gdzie zdobył tytuł mistrzowski w 1985 roku. W kolejnych latach Niemiec startował w wyścigach górskich. W 1988 roku stanął na najniższym stopniu podium mistrzostw Niemiec. W 1996 roku rozpoczął regularne starty w Mistrzostwach Europy w Wyścigach Górskich w samochodzie BMW M3. Na podium klasyfikacji generalnej uplasował się po raz pierwszy w 2001 roku w grupie N (3. miejsce). Dziewięć lat później zdobył tytuł mistrzowski w kategorii 1.